# GMA X3000
Il GMA X3000 è il comparto grafico integrato da Intel nel chipset i965, arrivato sul mercato nel corso del 2006. "GMA" è la sigla dell'inglese "Graphics Media Accelerator".
GMA X3000 è il successore del GMA 950 integrato nel predecessore del chipset i965, l'i945, presentato nel 2005.

## Caratteristiche tecniche
Come qualsiasi comparto grafico integrato in un chipset, anche GMA X3000 non può certo competere con una scheda video dedicata come quelle prodotte da NVidia e ATI, ma per un utilizzo in sistemi per ufficio e computer portatili, la potenza fornita rimane ampiamente sufficiente, anzi, sebbene non in grado di soddisfare le esigenze di un videogiocatore che richiede grafica 3D, è stato sviluppato da Intel tenendo in massima considerazione la qualità della riproduzione video, una caratteristica che ormai è considerata molto importante dopo l'arrivo dei supporti ad alta definizione HD DVD e Blu-ray.
GMA X3000 è il primo chip grafico di Intel a supportare ufficialmente il nuovo sistema operativo di Microsoft, Windows Vista, grazie anche alla nuova architettura a 8 shader unificati (e non separati in pixel shader e vertex shader) con supporto allo Shader Model 4.0. L'approccio a shader unificati è forse la maggior differenza tra GMA X3000 e il suo predecessore GMA 950. Il nuovo chip include anche una tecnologia early-Z migliorata, la quale è in grado di ridurre il traffico tra il processore grafico e la memoria di sistema che adesso può essere sfruttata fino ad un massimo di 256 MB. Viene fornito inoltre il supporto al filtro anisotropico 16x, una precisione in virgola mobile aumentata a 32 bit, e altre migliorie minori. Infine il clock è a 667 MHz.
Grazie a queste caratteristiche, vengono supportate completamente le direttive delle librerie DirectX 10 e finalmente molte delle caratteristiche che in passato erano emulate dal processore centrale, come il Transform and Lighting (T&L) e la decodifica di flussi video H.264 e WMV9, sono implementate in hardware, fornendo un significativo incremento prestazionale rispetto al passato, e lasciando libera la CPU per altri compiti.
Dal punto di vista della connettività, GMA X3000 è in grado di gestire direttamente l'interfaccia VGA e, grazie alla porta SVDO o con una scheda di espansione ADD2, anche DVI, UDI, Video Component, S-Video e soprattutto HDMI con supporto HDCP garantendo quindi il pieno supporto dei formati HD DVD e Blu-ray, citati in precedenza.
La tecnologia che consente di ottimizzare i vari aspetti della decodifica di flussi video, viene chiamata da Intel, Clear Video ed è simile, negli scopi e nelle funzionalità, alla PureVideo di NVidia e AVIVO di ATI. La risoluzione massima supportata arriva fino a una risoluzione di 2048x1536 pixel inclusi i formati 720p/1080i/1080p in 16:9, 4:3, ovvero i formati previsti dallo standard HDTV.

## Problemi di gioventù per i driver
I primi mesi di vita del sottosistema grafico GMA X3000, accompagnato al chipset i965, non sono stati molto rosei sul fronte delle prestazioni in ambito 3D. Il problema era da individuare nel supporto driver che non era in grado di sfruttare adeguatamente la nuova architettura di GMA X3000, atteso
come un passo in avanti decisivo per la grafica integrata.
A metà agosto 2007 però, Intel ha distribuito nuovi driver ufficiali in grado di colmare la maggior parte delle lacune dei precedenti, sebbene solo sotto Windows XP. Viene ora fornito completo supporto all'hardware vertex programming ed è stata verificata la piena compatibilità con giochi come Battlefield 2, Battlefield 2142, Supreme Commander, Call of Duty 2 e Far Cry. Grazie ai nuovi driver inoltre è stato resa disponibile una nuova funzionalità che promette di gestire dinamicamente, a seconda del tipo di applicazione utilizzato, lo switch tra vertex shading via software o via hardware, così da ottenere le migliori prestazioni possibili a seconda del tipo di applicazione eseguita.

## Il successore
La variante "G" del chipset i965, cioè quella con comparto grafico integrato, è stata seguita da alcune varianti della famiglia Bearlake a partire dalla metà del 2007. I modelli G31 e G33 integrano il comparto grafico GMA 3100 compatibile DirectX 9 (da non confondere con il GMA X3100 presente nel G965), mentre il G35 ne integra la versione potenziata GMA X3500 compatibile DirectX 10.